# 南陈遗址
南陈遗址，位于山东省聊城市茌平县杜郎口镇南陈村，是中华人民共和国山东省文物保护单位之一。
2006年12月7日，授予山东省文物保护单位，是一座古遗址。